# Space (låt)
Space är en låt framförd av sångaren Slavko Kalezić. Låten är skriven och producerad av Adis Eminić, Iva Boršić samt Momcilo Zekovic Zeko
. Den kommer att representera Montenegro i den första semifinalen av Eurovision Song Contest 2017, med startnummer 6.